# Šošoni
Šošoni (ali Shoshone) (šoh-SHOH-nee ali šə-SHOH-nee), znani tudi po endonimu Newe, so avtohtono ljudstvo Združenih držav Amerike z več velikimi kulturnimi/jezikovnimi delitvami:
- Vzhodni Šošoni: Wyoming

- Severni Šošoni: Južni Idaho

- Zahodni Šošoni: Kalifornija, Nevada in severni Utah

- Goshute: zahodni Utah, vzhodna Nevada (danes se prištevajo k Zahodnim Šošonom)

- Timbisha (Koso): jugozahodni Utah, vzhodna Kalifornija, Dolina smrti (danes se prištevajo k Zahodnim Šošonom)

Tradicionalno govorijo šošonski jezik, ki je del numijske veje velike uto-azteške jezikovne družine. Sosednja plemena in zgodnji ameriški raziskovalci so Šošone včasih imenovali Kačji Indijanci.
Njihovi ljudje so postali člani zvezno priznanih plemen po vseh svojih tradicionalnih območjih poselitve, pogosto skupaj z ljudstvom Severnih Paiutov iz Velike kotline.

## Etimologija
Ime "Šošoni" izvira iz besede Sosoni, šošonske besede za visoko rastoče trave. Nekatera sosednja plemena imenujejo Šošone "Ljudje travnatih hiš", glede na njihove tradicionalne domove, narejene iz sosoni. Šošoni se imenujejo Newe, kar pomeni "Ljudje".
Meriwether Lewis je leta 1805 pleme zabeležil kot "Sosonees ali kačji Indijanci".

## Jezik
Šošonski jezik danes govori približno 1.000 ljudi. Spada v centralno numično vejo uto-azteške jezikovne družine. Govorci so razpršeni od osrednje Nevade do osrednjega Wyominga.
Največje število govorcev šošonščine živi v zvezno priznanem indijanskem rezervatu Duck Valley, ki se nahaja na meji med Nevado in Idahom; in v rezervatu Goshute v Utahu. Državna univerza Idaho ponuja tudi tečaje šošonščine.

## Zgodovina
Šošoni so indijansko pleme, ki izvira iz zahodne Velike kotline in se je razširilo proti severu in vzhodu v današnji Idaho in Wyoming. Do leta 1500 so nekateri vzhodni Šošoni prečkali Skalno gorovje v Veliko nižavje. Kot eno prvih severnih plemen, ki so v svoje gospodarstvo, lov in vojskovanje vključili konje in strelno orožje, je šošonski narod postal prevladujoča sila, ki so se je bali njihovi sovražniki. Zlasti vzhodni Šošoni so s svojim mojstrstvom jahanja razširili svoje ozemlje daleč v severne ravnice, medtem ko se je druga veja Šošonov preselila vse do Teksasa, ki so se do leta 1700 razvili v Komanče. Po letu 1750 se je njihova prednost v vojskovanju zmanjšala, pritisk Črnonogih, Vran, Lakot, Šajenov in Arapahov pa je vzhodne Šošone potisnil proti jugu in zahodu v Skalno gorovje, kar se je stopnjevalo do ustanovitve rezervata Šošonov na reki Wind v 1860-ih.
Ko se je več evropsko-ameriških naseljencev selilo na zahod, so se napetosti z avtohtonim prebivalstvom povečale zaradi tekmovanja za ozemlje in vire. Vojne so potekale skozi drugo polovico 19. stoletja. Severni Šošoni, pod vodstvom poglavarja Pocatella, so se v 1860-ih borili proti naseljencem v Idahu (kjer je mesto Pocatello dobilo ime po njem). Ko je več naseljencev posegalo v lovišča Šošonov, so domorodci napadali kmetije in ranče za hrano ter napadali priseljence.
Vojskovanje je privedlo do pokola pri Bear River (1863), ko so ameriške sile napadle in ubile približno 250 severozahodnih Šošonov, ki so bili v svojem zimskem taboru v današnjem okrožju Franklin v Idahu. Veliko število mrtvih je bilo neborcev, vključno z otroki, ki so jih vojaki namerno ubili. To je bilo največje število smrti, ki so jih Šošoni utrpeli od rok sil Združenih držav. Ubitih je bilo tudi 21 ameriških vojakov.
Med ameriško državljansko vojno so popotniki nadaljevali selitev proti zahodu po poteh zahodne širitve. Ko so Šošoni, skupaj z Uti, sodelovali pri napadih na poštno pot, ki je potekala zahodno od Fort Laramie, je bilo treba poštno pot prestaviti južno od poti skozi Wyoming.
Severni in zahodni Šošoni, povezani z Bannocki, s katerimi so bili v sorodu, so se borili proti Združenim državam v "Snake vojni" od 1864 do 1868. Skupaj so se borili proti ameriškim silam leta 1878 v "Bannockovi vojni". Nasprotno pa so se od leta 1863 naprej vzhodni Šošoni pod vodstvom poglavarja Washakieja zavezali z ameriško vlado in si zagotovili pogodbe v Fort Bridgerju leta 1863 in 1868. Leta 1876 so se vzhodni Šošoni borili skupaj z ameriško vojsko v bitki pri Rosebudu proti svojim tradicionalnim sovražnikom, Lakotam in Šajenom.
Leta 1879 se je skupina približno 300 vzhodnih Šošonov (znanih kot "Sheepeaters") vpletla v indijansko vojno Sheepeaters. To je bila zadnja indijanska vojna, ki se je borila v regiji Pacifiškega severozahoda današnjih Združenih držav.
Leta 1911 je majhna skupina Bannockov pod vodjo po imenu Mike Daggett, znan tudi kot "Shoshone Mike," ubila štiri rančerje v okrožju Washoe v Nevadi. Naseljenci so oblikovali posse in šli za Indijanci. Skupino Bannockov so dohiteli 25. februarja 1911 in v streljanju ubili Mika Daggetta in sedem članov njegove skupine. Izgubili so enega moža iz posseja, Eda Hogla v bitki pri Kelley Creeku. Posse je zajel dojenčka po imenu Mary Jo Estep, skupaj z dvema otrokoma in mlado žensko.Trije starejši ujetniki so umrli zaradi bolezni v enem letu; Mary Jo Estep je preživela in umrla leta 1992, stara okoli 82 let.
Rejnik je daroval delne ostanke treh odraslih moških, dveh odraslih žensk, dveh mladostnikov in treh otrok (za katere se verjame, da so Mike Daggett in njegova družina, glede na sodobne zapise) Smithsonian Institutionu v Washingtonu, D.C., za preučevanje. Leta 1994 je institucija vrnila ostanke plemenu Fort Hall Idaho Shoshone-Bannock.
Leta 2008 je Northwestern Band of the Shoshone Nation pridobil lokacijo pokola pri Bear Riverju in nekaj okoliške zemlje. Želeli so zaščititi sveto zemljo in zgraditi spomenik pokolu, največjemu, ki ga je utrpela njihova nacija. "V partnerstvu z American West Heritage Center in državnimi voditelji v Idahu in Utahu je pleme razvilo javno/zasebna partnerstva za napredovanje plemenskih kulturnih ohranitvenih in gospodarskih razvojnih ciljev." Postali so vodilni pri razvoju plemenske obnovljive energije.

## Demografija
Šošoni so bili razpršeni po velikem območju in razdeljeni na številne skupine, zato mnoge ocene njihovega prebivalstva niso zajemale celotnega plemena. Leta 1820 je Jedidiah Morse ocenil šošonsko prebivalstvo na 60.000 in 20.000 vzhodnih Šošonov. Po besedah Alexandra Rossa so bili Šošoni na zahodni strani Skalnega gorovja to, kar so bili Sioux na vzhodni strani – najmočnejše pleme – in ocenil je, da je leta 1855 ljudstvo Šošonov štelo 36.000 ljudi. Njihovo število se je močno zmanjšalo po tem, ko so trpeli zaradi epidemij nalezljivih bolezni in vojn. Po besedah Josepha Lana so bili Šošoni razdeljeni na številne skupine in je bilo skoraj nemogoče ugotoviti njihovo natančno število. Po podatkih Indian Affairs 1859 je bilo v Utahu 4.500 Šošonov. Indian Affairs 1866 je poročal o 4.500 vzhodnih Bannockih in Šošonih, pomešanih v Utahu, ter 3.800 zahodnih in severozahodnih Šošonih, pa tudi 2.000 Šošonih v Nevadi in 2.500 Šošonih v Idahu, ter nedoločeno število v Oregonu. Dokončanje prve transkontinentalne železnice leta 1869 je sledilo prihodu evropsko-ameriških priseljencev v neprimerljivem številu na ozemlje. Indian Affairs 1875 je navedel 1.740 Šošonov v Idahu in Montani, 1.945 v Nevadi, 700 v Wyomingu in 244 (poleg tistih, pomešanih z Bannocki) v Oregonu. Popis leta 1910 je zabeležil 3.840 Šošonov.  Leta 1937 je Urad za indijanske zadeve naštel 3.650 severnih Šošonov in 1.201 zahodnih Šošonov. Po popisu prebivalstva ZDA iz leta 2000 se je za Šošone opredelilo približno 12.000 oseb. Od leta 2020 je bilo v ZDA 17.918 Šošonov, vključno s 3.638 v Nevadi in 3.491 v Wyomingu.

## Pleme
Šošoni so razdeljeni na tradicionalna plemena, ki temeljijo tako na njihovih domovinah kot na primarnih virih hrane. Sem spadajo:
- Vzhodni Šošoni:

- Guchundeka' ali Kuccuntikka, Jedci bizonov Ta skupina je poimenovana po Kuchunteka’a Toyavi, alternativno črkovano Guchandeka Doyavi, kar pomeni Gora jedcev bizonov, ki se nahaja v gorovju Absaroka na severozahodu Wyominga.

- Tukudeka ali Tukkutikka, Jedci gorskih ovac, del vzhodnih Šošonov in severnih Šošonov

- Boho'inee', Pohoini, Pohogwe, Ljudje žajbljeve trave, Ljudje žajbljevega hriba

- Severni Šošoni:

- Lemhi Šošoni ali Agaideka, Jedci lososov, dolina reke Snake in reke Lemhi

- Kammedeka, Kammitikka, Jedci zajcev, reka Snake, Veliko slano jezero

- Hukundüka, Jedci semen ježevčeve trave, Jedci divje pšenice, morda sinonim za Kammitikka

- Tukudeka ali Dukundeka', Jedci ovac (Jedci gorskih ovac)]], gorovje Sawtooth, Idaho, sinonim za Doyahinee' (Prebivalci gora).

- Yahandeka, Yakandika, Jedci svizcev, spodnji tokovi rek Boise, Payette in Wiser

- Zahodni Šošoni:

- Goshute (Kusiutta, Gosiute), Velika slana puščava in Veliko slano jezero, Utah

- Goshute iz doline Cedar

- Goshute iz Deep Creeka

- Goshute iz doline Rush

- Goshute iz doline Skull, Wipayutta, Weber Ute

- Goshute iz doline Tooele

- Goshute iz Trout Creeka

- Timbisha (Panamint , Koso, Coso), jugozahodni Utah, vzhodna Kalifornija, Dolina smrti

- Little Lake Band (jugozahodna in najbolj številčna skupina Timbisha)

- Saline Valley Band (severozahodne skupina Timbisha)

- Panamint Valley Band (osrednja skupina Timbisha)

- Death Valley Band (vzhodna skupina Timbisha, ki je naseljevala največje geografsko območje)

- Kuyatikka, Kuyudikka, Jedci grenkih korenin, Halleck, reka Mary's, dolina Clover, dolina Smith Creek, Nevada

- Mahaguadüka, Jedci semen Mentzelie, dolina Ruby, Nevada

- Painkwitikka, Penkwitikka, Jedci rib, dolina Cache, Idaho in Utah

- Pasiatikka, Jedci rdeče trave, Gosiute iz Deep Creeka, dolina Deep Creek, dolina Antelope

- Tipatikka, Jedci pinjol, najsevernejše pleme

- Tsaiduka, Jedci rogoza, dolina Railroad, Nevada

- Tsogwiyuyugi, Elko, Nevada

- Waitikka, Jedci riževe trave, dolina Ione, Nevada

- Watatikka, Jedci semen rži, dolina Ruby, Nevada

- Wiyimpihtikka, Jedci bizonovih jagod

## Rezervati in indijanske kolonije
- Rezervat Battle Mountain, okrožje Lander, Nevada. Trenutno prebivalstvo rezervata je 165, skupno število članov plemena pa 516.

- Indijanski rezervat Duck Valley, južni Idaho/severna Nevada, (zahodna) plemena Šošonov-Paiutov

- Indijanski rezervat Duckwater, ki se nahaja v Duckwaterju, Nevada, približno 75 km od Elyja.

- Indijanska kolonija Elko, okrožje Elko, Nevada

- Indijanski rezervat Ely Shoshone v Elyju, Nevada, 111 arov (0,45 km2), 500 članov

- Rezervat Fallon Paiute-Shoshone blizu Fallona, Nevada, 8.200 arov (33 km2), 991 članov, zahodni Šošoni in Paiuti

- Indijanski rezervat Fort Hall, 544.000 arov (2.201 km2) v Idahu, Lemhi Šošoni z indijanci Bannock, pasmo Paiutov, s katero so se združili

- Indijanski rezervat Fort McDermitt, Nevada in Oregon, pleme Fort McDermitt Paiute in Shoshone

- Indijanski rezervat Goshute, 111.000 arov (449 km2) v Nevadi in Utahu, zahodni Šošoni

- Indijanski rezervat Lemhi (1875–1907) v Idahu, Lemhi Šošoni, preseljeni v rezervat Fort Hall

- Indijanski rezervat Northwestern Shoshone, Utah, Northwestern Band of Shoshone Nation of Utah (Washakie)

- Indijanska kolonija Reno-Sparks, Nevada, 1.988 arov (8 km2), skupno 481 članov pasem Shoshone, Paiute in Washoe

- Indijanski rezervat Skull Valley, 18.000 arov (73 km2) v Utahu, zahodni Šošoni

- Indijanska kolonija South Fork Odgers Ranch, okrožje Elko, Nevada

- Indijanska kolonija Wells, okrožje Elko, Nevada

- Rezervat Wind River, 2.650 vzhodnih Šošonov, 2.268.008 arov (9.178 km2) rezervata v Wyomingu si delijo s severnimi Arapahi